# Прости, хочу на тебе жениться
«Прости́, хочу́ на тебе́ жени́ться» (итал. Scusa ma ti voglio sposare) — итальянская романтическая кинокомедия, повествующая о взаимоотношениях между парнями и девушками. Премьера состоялась 12 февраля 2010 года. Фильм является продолжением фильма «Прости за любовь» (2008).

## Сюжет
Ники и Алекс начинают жить вместе, он предлагает ей руку и сердце. Но в последний момент у Ники появляются сомнения в правильности своего решения. Перед главными героями предстаёт нелёгкий выбор.

## В ролях
- Рауль Бова — Алессандро Белли (Алекс)
- Микела Кваттрочокке — Ники
- Вероника Логан — Елена
- Лука Анжелетти — Энрико
- Иньяцио Олива — Флавио
- Франческо Аполлони — Пьетро
- Эдоардо Натоли — Филиппо
- Давиде Росси — Фабио
- Сесилия Доцци — Симона
- Франческа Антонелли — Сусанна
- Пино Квартулло — Роберто
- Лоренцо Федеричи — Маттео
- Беатриче Валенте Ковино — Олли
- Илария Спада — Алессия
- Франческа Фераццо — Эрика
- Мишель Карпенте — Дилетта
- Лука Уорд — Тони Коста
- Рикардо Росси — профессор Мартини
- Рикардо Сардоне — Марчелло Санти

## Саундтреки
1. Per dimenticare (Zero Assoluto)
2. Cos'è normale (Zero Assoluto)
3. Non guardarmi cosi (Zero Assoluto)
4. Boys (Sabrina Salerno)
5. Come Fly Away (Benny Benassi e Channing)
6. La mia signorina (Neffa)
7. Gatto matto (Roberto Angelini)
8. Scusa ma ti voglio sposare (Zero Assoluto e Emanuele Bossi)
9. Quella non sono io (Zero Assoluto e Emanuele Bossi)
10. Isola Blu (Zero Assoluto e Emanuele Bossi)
11. Tema di un addio (Zero Assoluto e Emanuele Bossi)
12. A casa di alex (Zero Assoluto e Emanuele Bossi)
13. Desiderio (Zero Assoluto e Emanuele Bossi)
14. La letterada di Niki (Zero Assoluto e Emanuele Bossi)
15. Per dimenticare (Zero Assoluto e Emanuele Bossi)
16. Cos'è normale (Zero Assoluto e Emanuele Bossi)